# Löddeköpinge
Löddeköpinge è un'area urbana della Svezia situata nel comune di Kävlinge, contea di Scania.
La popolazione rilevata nel censimento 2010 era di 6 290 abitanti.